# Łucja Khambang
Łucja Khambang (ur. 22 stycznia 1917; zm. 26 grudnia 1940) – tajska zakonnica ze Zgromadzenia Sióstr Miłośniczek Krzyża, błogosławiona Kościoła katolickiego.
W 1927 roku, w wieku 10 lat otrzymała chrzest, a w 1930 roku została wysłana do szkoły, gdzie przebywała Agnieszka Phila – inna zakonnica z tego samego zgromadzenia co Łucja Khambang.
W latach 1940–44 Tajlandia była w stanie wojny z francuskimi Indochinami. W tym czasie wypędzono z Tajlandii zagranicznych misjonarzy, a miejscowych katolików zmuszano do wyrzeczenia się wiary. 25 grudnia 1940 r. w Songkhon miejscowa policja zebrała tamtejszych katolików i zapowiedziała im, że albo wyrzekną się wiary, albo zginą. W związku z odmową wyrzeczenia się wiary następnego dnia Łucja Khambang została zastrzelona wraz z Agnieszką Phila i czterema innymi osobami (Agatą Phutta, Cecylią Butsi, Bibianą Khampai, Marią Phon).
Wszystkie siostry zakonne, a także katecheta, przywódca wspólnoty chrześcijańskiej w Songhon Filip Siphong Onphitak, zabity 16 grudnia 1940 w Mukdahan, zostali beatyfikowani przez Jana Pawła II 22 października 1989 roku w grupie Siedmiu Męczenników z Tajlandii.